# Spoorlijn Kiel-Hassee - Kiel West
De spoorlijn Kiel-Hassee - Kiel West was een Duitse spoorlijn in Sleeswijk-Holstein en was als spoorlijn 1021 onder beheer van DB Netze.

## Geschiedenis
Het traject werd door de Deutsche Reichsbahn geopend op 2 januari 1924 als goederenlijn naar Kiel West. Het traject was zo opgezet dat deze naar Holtenau verlengd kon worden. Deze uitbreiding is echter nooit gerealiseerd. In 1993 vond de laatste treindienst plaats. Vanaf 2013 is de lijn opgebroken, en enkele jaren later vervangen door een fietssnelweg, de zgn. Veloroute 10.

## Aansluitingen
In de volgende plaatsen was er een aansluiting op de volgende spoorlijnen:
Kiel-Hassee
DB 1020, spoorlijn tussen Kiel en Flensburg
DB 1022, spoorlijn tussen Kiel en Osterrönfeld
DB 1031, spoorlijn tussen Meimersdorf en Kiel-Hassee